# ساملالهدنمکی
ساملالهدنمکی (انگلیسی: Sammallahdenmäki) یک محل تدفین عصر برنز در فنلاند نزدیک راوما، در منطقه ساتاکونتا است. این سایت شامل ۳۳ مقبره گرانیتی است که به بیش از ۳٬۰۰۰ سال پیش، بین ۱۵۰۰ تا ۵۰۰ قبل از میلاد برمی‌گردد. ساملالهدنمکی یکی از بزرگ‌ترین، کامل‌ترین و مهم‌ترین سایت‌های عصر برنز در فنواسکاندیا است و در سال ۱۹۹۹ به عنوان یک سایت میراث جهانی توسط یونسکو شناخته شد.